# سام لونش
سام لونش (بالإنجليزية: Samuel Lynch)‏ هو مجدف أيرلندي، ولد في 29 نوفمبر 1975 في ليمريك في جمهورية أيرلندا.

## وصلات خارجية
- سام لونش على موقع الاتحاد الدولي للتجديف (الإنجليزية)
- سام لونش على موقع أوليمبيديا (الإنجليزية)